# 珀西·丽莎
珀西·丽莎 （Carlos Percy Liza Espinoza，2000年4月10日—），秘鲁职业足球运动员，司职前锋，珀西·丽莎17岁时前往利马定居，他于2019年4月時首次在一线職業俱樂部亮相。 目前效力于秘魯足球甲級聯賽俱乐部水晶体育俱乐部 。